# Двухфазная электрическая сеть

Упрощённая схема двухфазного генератора переменного тока и график двухфазного напряжения.
— внешнее постоянное магнитное поле

Двухфа́зные электри́ческие се́ти применялись в начале XX века в электрических распределительных сетях переменного тока.
В них применялись два контура, напряжения в которых были сдвинуты по фазе друг относительно друга на {\displaystyle {\frac {\pi }{2}}} (90 электрических градусов). Обычно в контурах использовались четыре линии — по две на каждую фазу. Реже применялся один общий провод, имевший больший диаметр, чем два других провода. Некоторые из наиболее ранних двухфазных генераторов имели по два полноценных ротора с обмотками, пространственно повёрнутыми на 90°.
Впервые идеи использования двухфазного тока для создания вращающего момента были высказаны Домиником Араго в 1827 году. Практическое применение было описано Николой Теслой в его патентах от 1888 года, примерно тогда же им была разработана конструкция двухфазного электродвигателя. Далее эти патенты были проданы компании Вестингауза, которая начала развивать двухфазные сети с США. Позднее эти сети были вытеснены трёхфазными, теория которых разрабатывалась русским инженером Михаилом Осиповичем Доливо-Добровольским, работавшим в Германии в компании AEG. Однако, благодаря тому, что в патентах Теслы содержались общие идеи использования многофазных цепей, компании Вестингауза некоторое время удавалось сдерживать их развитие с помощью патентных судебных процессов.
Преимуществом двухфазных сетей было то, что они допускали простой, мягкий пуск электрических двигателей. На заре электротехники эти сети с двумя отдельными фазами были более просты для анализа и разработки. Тогда ещё не был создан метод симметричных составляющих (он был предложен в 1918 году), который впоследствии дал инженерам удобный математический инструмент для анализа несимметричных режимов нагрузки многофазных электрических систем.
Вращающееся магнитное поле, создаваемое в двухфазных системах, позволяло электромоторам создавать вращающий момент при остановленном роторе электродвигателя, что невозможно в однофазных асинхронных электромоторах (без применения специальных пусковых средств). Асинхронные двигатели, применяемые в двухфазных системах, имеют ту же конфигурацию обмоток, что и однофазные двигатели с пусковым конденсатором.
Для трёхфазной электрической сети требуются линии с меньшей массой проводящих материалов (как правило, металлов) при том же самом напряжении и большей передаваемой мощности, в сравнении с двухфазной четырёхпроводной системой. Двухфазные линии в большинстве применений впоследствии были вытеснены трёхфазными в электрических распределительных сетях, однако они до сих пор используются в некоторых системах управления, в сервоприводах.
Передаваемая мгновенная активная мощность в трёхфазных и двухфазных электрических сетях постоянна при симметричной нагрузке. Однако в однофазных сетях мгновенная активная мощность колеблется с частотой, в два раза большей частоты напряжения в линии. Эти пульсации мощности приводят к повышенному шуму и механическим вибрациям в электрооборудовании с намагничивающимися материалами из-за 
магнитострикционного эффекта, а также к вращательным вибрациям валов электродвигателей.

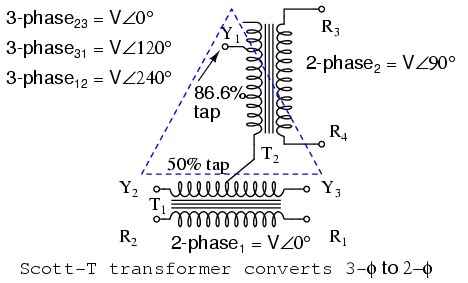
Схема трансформатора Скотта

Двухфазные контуры обычно используют две отдельные пары электрических проводников. Но могут использоваться и три проводника, однако по общему проводу двух фазных контуров течёт векторная сумма фазных токов, и поэтому общий провод должен иметь больший диаметр. В отличие от этого, в трёхфазных сетях при симметричной нагрузке векторная сумма фазных токов равна нулю, и поэтому в этих сетях возможно использовать три линии одинакового диаметра. Для электрических распределительных сетей использование трёх проводников удобнее, чем использование четырёх, поскольку это даёт экономию в стоимости проводящих линий и в расходах по их установке.
Двухфазное напряжение может быть получено от трёхфазного источника путём соединения однофазных трансформаторов по так называемой схеме Скотта. Симметричная нагрузка в такой трёхфазной системе в точности эквивалентна симметричной трёхфазной нагрузке.
В некоторых странах (например, в Японии) схему Скотта используют для питания железных дорог, электрифицированных по системе однофазного переменного тока промышленной частоты. В этом случае в контактной сети чередуются только две фазы, а не три. На двухпутных дорогах пути разных направлений могут на всём протяжении питаться каждый от своей фазы двухфазной сети, что позволяет избавиться от чередования фаз по ходу следования поезда и устройства нейтральных вставок (хотя это усложняет работу станций). В России такая система не получила распространения.

## Двухфазный электрический ток
Двухфазным электрическим током называется совокупность двух однофазных токов, сдвинутых по фазе относительно друг друга на угол {\displaystyle {\frac {\pi }{2}}}, или на 90°:
{\displaystyle i_{1}=I_{m}\sin \omega t;}
{\displaystyle i_{2}=I_{m}\sin(\omega t-{\frac {\pi }{2}}).}
Если две обмотки расположить в пространстве так, чтобы их оси были взаимно перпендикулярны и систему обмоток питать двухфазным синусоидальным током, то в системе создастся два магнитных потока:
{\displaystyle \Phi _{1}=\Phi _{m}\sin \omega t;}
{\displaystyle \Phi _{2}=\Phi _{m}\sin(\omega t-{\frac {\pi }{2}}).}
Так как магнитные потоки пространственно ориентированы под углом 90° друг к другу, результирующий магнитный поток будет равен их геометрической сумме:
{\displaystyle \Phi _{0}={\sqrt {\Phi _{m}^{2}\sin ^{2}(\omega t)+\Phi _{m}^{2}\sin ^{2}(\omega t-{\frac {\pi }{2}})}}.}
Но {\displaystyle \Phi _{m}\sin(\omega t-{\frac {\pi }{2}})=-\Phi _{m}\cos \omega t}, поэтому {\displaystyle \Phi _{0}={\sqrt {\Phi _{m}^{2}\sin ^{2}(\omega t)+(-\Phi _{m}\cos \omega t)^{2}}}}, или {\displaystyle \Phi _{0}=\Phi _{m}.}